# 翁坪乡
翁坪乡，是中华人民共和国贵州省黔东南苗族侗族自治州黄平县下辖的一个乡镇级行政单位。

## 行政区划
翁坪乡下辖以下地区：
翁秉屯村、杨家牌村、王家牌村、满溪村、犀牛村、潘家村、党约村、永望村、新街村、牛岛村和白洗村。